# 넥스턴바이오사이언스
주식회사 넥스턴바이오사이언스는 대한민국의 제조 기업이다.

## 역사
컴퓨터와 자동선반을 실시간으로 연결해 운전하는 시스템 공작기계(CNC자동선반)을 제조하는 회사였다. 2021년 3월부터 바이오사업을 시작하며 사명을 넥스턴에서 현재의 넥스턴바이오사이언스로 변경하였다.
2023년 반도체 장비 생산업체인 쌍방울 계열사였던 미래산업을 인수하였다. 차바이오그룹이 넥스턴바이오 인수에 관심을 보인 바 있다.